# استیوی ریچاردز
استیوی ریچاردز (انگلیسی: Stevie Richards؛ زادهٔ ۹ اکتبر ۱۹۷۱) کشتی‌گیر کشتی حرفه‌ای، و پادکست‌ساز اهل ایالات متحده آمریکا است.